# Saint Gurval
Saint Gurval (mort le 6 juin 628) est un saint breton réputé être au VIe siècle le 2e évêque d'Aleth.

## Hagiographie
Gurval, Gudwal ou Goal (en latin Gurvaldus), naît dans les îles Britanniques comme Maclou. Il est l'élève de saint Brendan et devient abbé-évêque du monastère fondé par ce dernier après lui. Il est sacré évêque d'Alet à la suite de Maclou fin de 566 mais il n’occupe le siège épiscopal que 16 mois jusqu'au début 569. Car il se retire pour vivre en solitaire dans un ermitage dans le Porhoët (Pagus Trans Sylvam en latin, ou Poutrecoët en langue bretonne), où s'élèvera plus tard le bourg de Guer.
Il quitte cet ermitage pour se retirer plus au sud dans une île de la lagune d'Etel qu'il nomme ermitage de Goual, c'est-à-dire Locoal dans l’actuel département du Morbihan, mais 180 religieux se rassemblent autour de lui. Épris de solitude il les quitte pour vivre en ermite dans la forêt de Camors où il fonde Locoal-des-Bois. Il meurt le 6 juin 628 et ses restes sont transportés à Guer (ou plutôt dans l'île de Locoal selon Amédée Guillotin de Corson.) puis au IXe siècle à l'époque des invasions vikings dans l'abbaye Saint-Pierre-au-Mont-Blandin près de Gand en Belgique. Une partie de ses reliques revient ensuite à Guer. Dans la « grande abbaye près de Guer », une chapelle romane  marquerait l'endroit de son ermitage. Au XIXe siècle, sa tombe du IXe siècle a été découverte par le recteur de Locoal.
Il est fêté le 6 juin, date anniversaire de son obiit.

## Sources
- Abbé Amédée Guillotin de Corson, Pouillé Historique de l’archevêché de Rennes, Mayenne, Éditions Régionales de l'Ouest, 1997, 840 p. (ISBN 2-85554-083-6), p. 572-574, Tome I
- Ouvrage collectif, Dictionnaire des Saint-Bretons, Paris, Tchou, 1979 (ISBN 978-2-7107-0186-6), p. 186-187
- (la) Jean-Barthélemy Hauréau, Gallia Christiana, vol. XIV Provincia Turonensi, Paris, Firmin-Didot, 1856, p. 995 Ecclesia Macloviensis  II S. Gurvalus